# Apostolska nunciatura na Tajskem
Apostolska nunciatura na Tajskem je diplomatsko prestavništvo (veleposlaništvo) Svetega sedeža na Tajskem, ki ima sedež v Bangkoku.
Trenutni apostolski nuncij je Giovanni d'Aniello.

## Seznam apostolskih nuncijev
- John Gordon (10. februar 1962–19. avgust 1967)
- Angelo Pedroni (7. april 1965–1967)
- Jean Jadot (28. avgust 1969–15. maj 1971)
- Giovanni Moretti (9. september 1971–13. marec 1978)
- Silvio Luoni (15. maj 1978–1980)
- Renato Raffaele Martino (14. september 1980–3. december 1986)
- Alberto Tricarico (28. februar 1987–26. julij 1993)
- Luigi Bressan (26. julij 1993–25. marec 1999)
- Adriano Bernardini (24. julij 1999–26. april 2003)
- Salvatore Pennacchio (20. september 2003–2010)
- Giovanni d'Aniello (22. september 2010–danes)